# Casa Salazar Alcázar
La Casa Salazar Alcázar es un inmueble ubicado en la ciudad de Río Negro de la Región de Los Lagos y fue declarada Monumento Histórico por Decreto N ° 418, en el año 2012.

## Historia
La localidad de Río Negro fue fundada entre 1894 y 1896, a partir de la parcelación y venta del fundo de don José Miguel Alderete,
quien también donó tierras para construir edificios de utilidad pública, entre estos, una escuela, una iglesia y una cárcel. Un factor
decisivo para el desarrollo y crecimiento de Río Negro fue la llegada del ferrocarril en 1912.
La vivienda inició su construcción en 1905, siendo terminada probablemente en el año 1912. Su primer propietario era de apellido 
Bucarey, este traspasó la propiedad en parte de pago y bajo circunstancias desconocidas a don Antonio Salazar, primer jefe de Estación
de Río Negro. El inmueble fue utilizado por la familia del matrimonio Salazar Alcázar, siendo mantenida en buen estado. De forma 
posterior la Casona fue comprada por la Asociación de Agricultores Copihue de Río Negro y donada para albergar el Primer Centro Cultural de Río Negro.